# Hydriomena
Hydriomena là một chi bướm đêm thuộc họ Geometridae.

## Các loài
- Hydriomena albifasciata (Packard, 1874)
- Hydriomena albimontanata McDunnough, 1939
- Hydriomena arizonata Barnes & McDunnough, 1917
- Hydriomena barnesata Swett, 1909
- Hydriomena bistriolata (Zeller, 1872)
- Hydriomena borussata Barnes & McDunnough, 1918
- Hydriomena bryanti McDunnough, 1943
- Hydriomena californiata Packard, 1871
- Hydriomena catalinata McDunnough, 1943
- Hydriomena charlestonia McDunnough, 1954
- Hydriomena chiricahuata Swett, 1909
- Hydriomena clarki W.S. Wright, 1920
- Hydriomena cochiseata Swett, 1909
- Hydriomena costipunctata Barnes & McDunnough, 1912
- Hydriomena crokeri Swett, 1910
- Hydriomena cyriadoides McDunnough, 1954
- Hydriomena divisaria (Walker, 1860)
- Hydriomena edenata Swett, 1909
- Hydriomena exculpata Barnes & McDunnough, 1917
- Hydriomena expurgata Barnes & McDunnough, 1918
- Hydriomena feminata McDunnough, 1944
- Hydriomena furcata (Thunberg, 1784)
- Hydriomena furculoides Barnes & McDunnough, 1917
- Hydriomena furtivata McDunnough, 1939
- Hydriomena glaucata (Packard, 1874)
- Hydriomena gracillima McDunnough, 1944
- Hydriomena henshawi Swett, 1912
- Hydriomena impluviata (Denis & Schiffermüller, 1775)
- Hydriomena irata Swett, 1910
- Hydriomena johstoni McDunnough, 1954
- Hydriomena macdunnoughi Swett, 1918
- Hydriomena magnificata Taylor, 1906
- Hydriomena manzanita Taylor, 1906
- Hydriomena marinata Barnes & McDunnough, 1917
- Hydriomena mississippiensis McDunnough, 1952
- Hydriomena modestata Barnes & McDunnough, 1917
- Hydriomena morosata Barnes & McDunnough, 1917
- Hydriomena muscata Barnes & McDunnough, 1917
- Hydriomena nevadae Barnes & McDunnough, 1917
- Hydriomena nubilofasciata (Packard, 1871)
- Hydriomena obliquilinea Barnes & McDunnough, 1917
- Hydriomena peratica Rindge, 1956
- Hydriomena perfracta Swett, 1910
- Hydriomena pluviata (Guenée, 1857)
- Hydriomena quinquefasciata (Packard, 1871)
- Hydriomena regulata Pearsall, 1909
- Hydriomena renunciata (Walker, 1862)
- Hydriomena rita McDunnough, 1954
- Hydriomena ruberata (Freyer, 1831)
- Hydriomena septemberata McDunnough, 1952
- Hydriomena shasta Barnes & McDunnough, 1917
- Hydriomena sierrae Barnes & McDunnough, 1917
- Hydriomena similaris Hulst, 1896
- Hydriomena speciosata (Packard, 1874)
- Hydriomena sperryi McDunnough, 1952
- Hydriomena transfigurata Swett, 1912
- Hydriomena tuolumne Barnes & McDunnough, 1917

## Hình ảnh

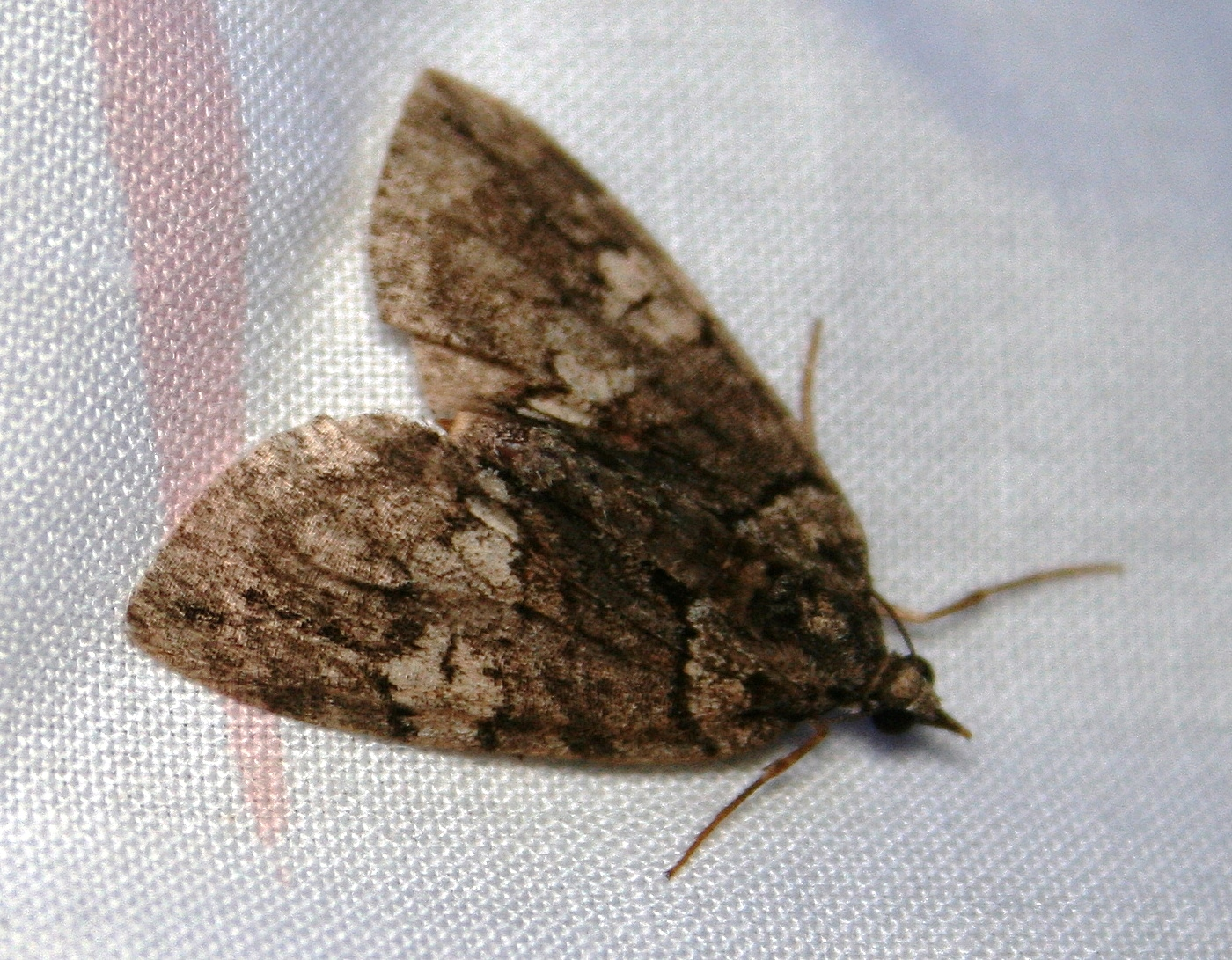
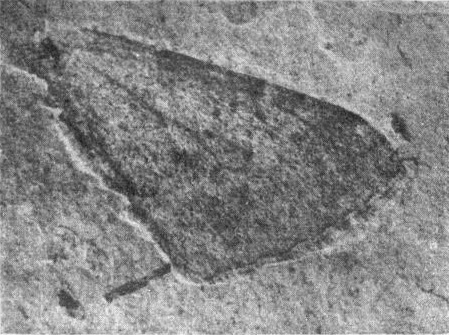